# STS-41
STS-41 (englisch Space Transportation System) ist eine Missionsbezeichnung für das US-amerikanische Space Shuttle Discovery (OV-103) der NASA. Der Start erfolgte am 6. Oktober 1990. Es war die 36. Space-Shuttle-Mission und der 11. Flug der Raumfähre Discovery. Hauptaufgabe dieser Mission war es, die ESA-Raumsonde Ulysses auszusetzen.
Die Mission sollte bereits im Mai 1986 von der Challenger unter der Bezeichnung STS-61-F durchgeführt werden, wurde jedoch aufgrund des Unglücks dieses Orbiters ausgesetzt.

## Mannschaft
- Richard Richards (2. Raumflug), Kommandant
- Robert Cabana (1. Raumflug), Pilot
- William Shepherd (2. Raumflug), Missionsspezialist
- Bruce Melnick (1. Raumflug), Missionsspezialist
- Thomas Akers (1. Raumflug), Missionsspezialist

Die für STS-61-F geplante Besatzung, bestehend aus Frederick Hauck, Roy Bridges, John Lounge und David Hilmers, wurde komplett ersetzt; sie kam stattdessen großenteils (mit Ausnahme von Bridges) bereits bei STS-26 zum Einsatz.

## Missionsüberblick

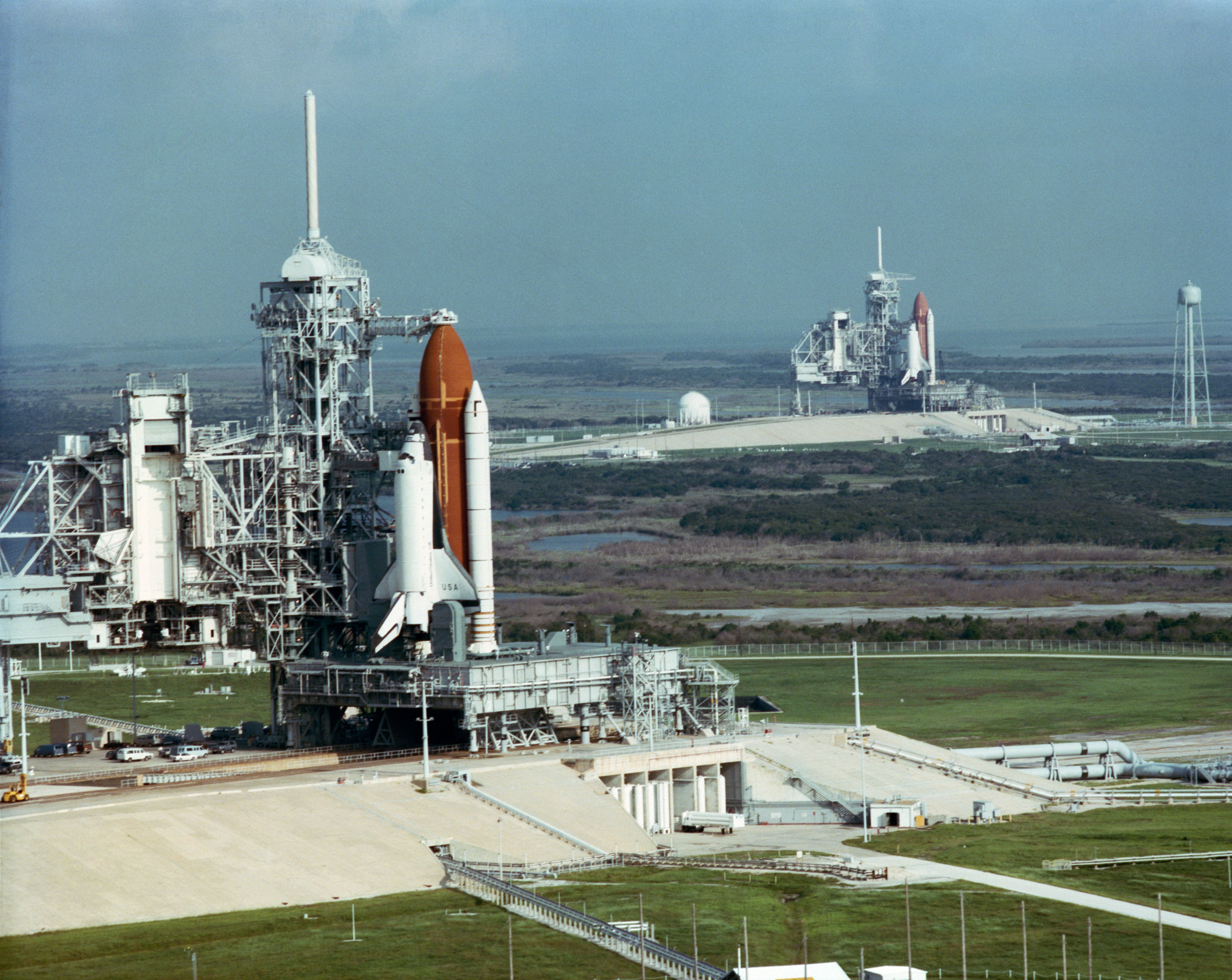
Die Shuttles Discovery und Columbia während der Startvorbereitungen

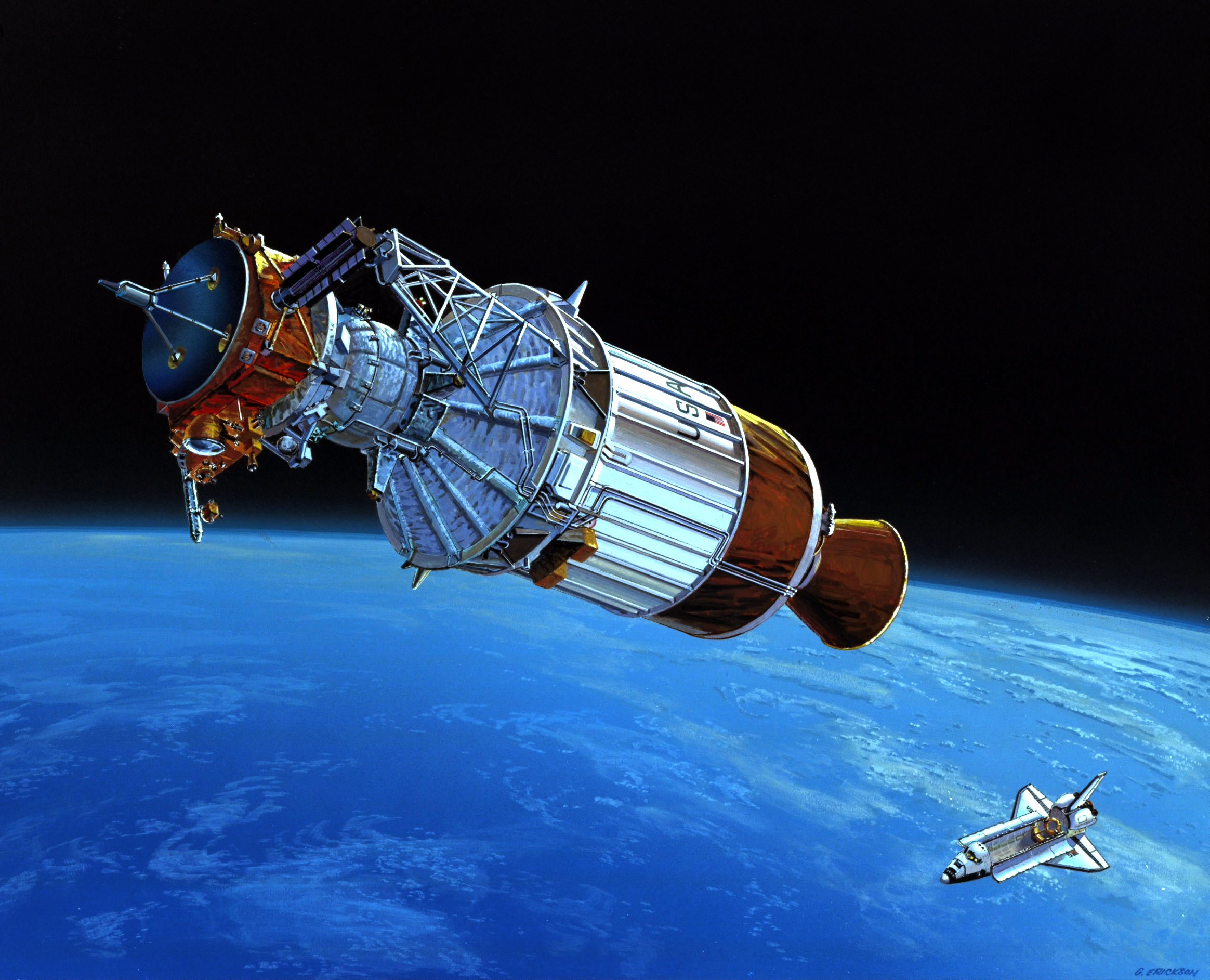
Die Sonde nach dem Aussetzen

Die 36. Space-Shuttle-Mission begann am 6. Oktober 1990 mit einem problemlosen Start der Raumfähre Discovery. Dabei wurde mit 19,9 Tonnen die bisher schwerste Nutzlast des Space Shuttles, die Sonnensonde Ulysses, in einen Orbit gehoben. Vor dem Start gab es die sehr seltene Gelegenheit, zwei Space Shuttles auf einmal zu fotografieren, da auf der benachbarten Startrampe die Columbia auf die Mission STS-35 vorbereitet wurde.
Die Sonde Ulysses konnte sechs Stunden nach dem Start problemlos ausgesetzt werden und wurde später von den Triebwerken ihrer Oberstufe auf eine Bahn zum Jupiter und später zur Sonne gebracht, die sie bis zum 1. Juli 2008 erforschte. Danach führte die Crew verschiedene wissenschaftliche Experimente durch. Man führte unter anderem Versuche mit blühenden Pflanzen sowie Flammen in der Schwerelosigkeit durch. Zudem wurde während des Fluges ein Video zu Ausbildungs-Zwecken erstellt, mit dem bei Schülern die Faszination für die Raumfahrt geweckt werden soll.
Die Landung erfolgte am 10. Oktober auf der Edwards Air Force Base in Kalifornien. Sechs Tage später wurde der Orbiter zum KSC zurückgebracht.